# 2866 Hardy
2866 Hardy هو كويكب، يقع ضمن حزام الكويكبات. اكتُشف في 7 أكتوبر 1961.

## روابط خارجية
- 2866 Hardy في قاعدة بيانات مختبر الدفع النفاث لأجرام النظام الشمسي الصغيرة

- الاكتشاف · مخطط المدار ·  العناصر المدارية · المعلمات المادية

- 2866 Hardy على موقع ويكي سكاي: DSS2, SDSS, GALEX, IRAS, Hydrogen α, X-Ray, Astrophoto, Sky Map, Articles and images